# بازی قلقلک

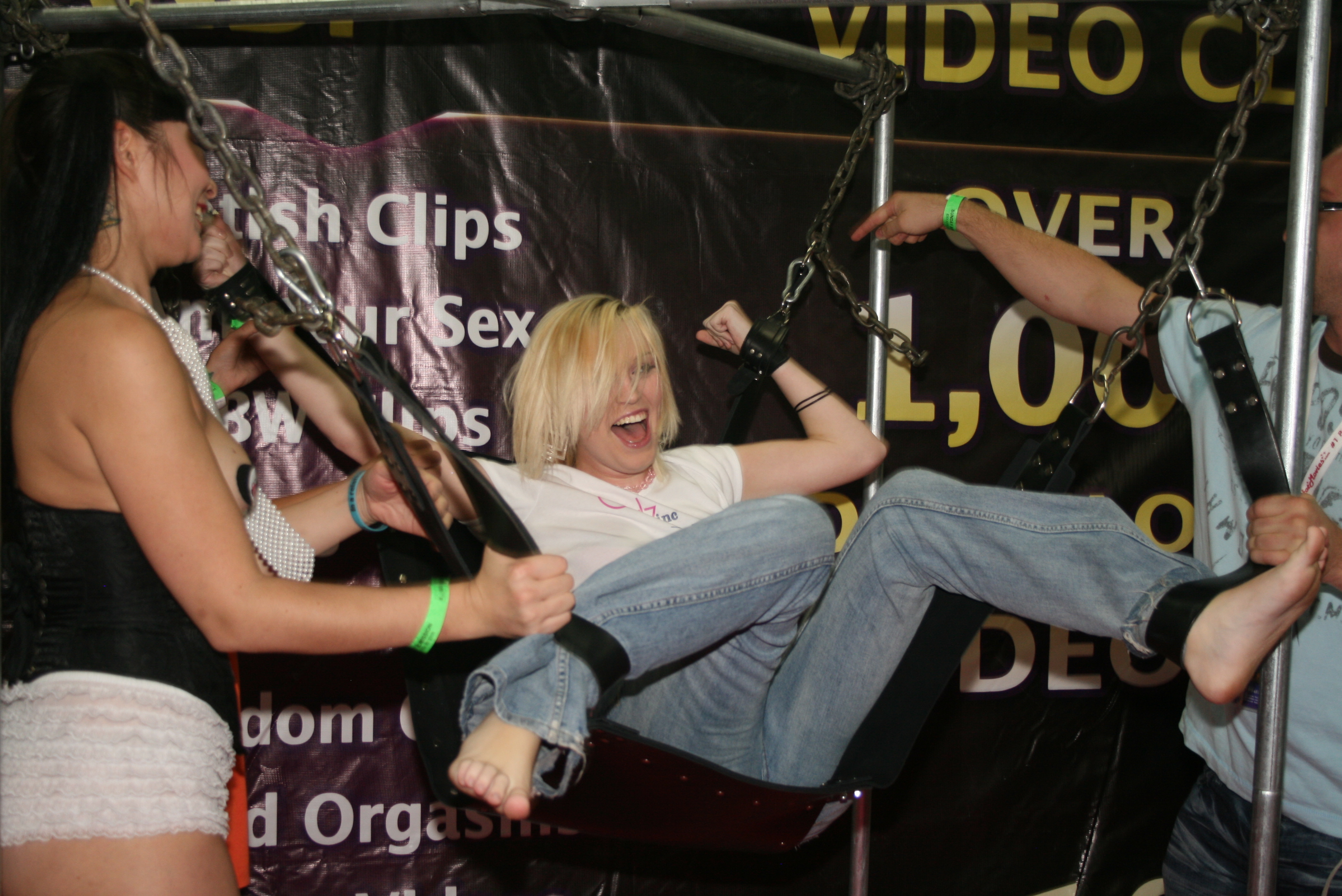
قلقلک دادن زنی در EXXXOTICA نیویورک ۲۰۰۹

بازی قلقلک عملی بین فردی یا اجتماعی است که شامل قلقلک دادن شخص توسط شخصی دیگر است. برخی افراد قلقلک را نه تنها یک تجربه لذت بخش بلکه یک عمل شهوانی می‌دانند. ممکن است این افراد با قلقلک دادن فردی دیگر یا دریافت این عمل توسط شخصی دیگر به تحریک جنسی برسند، برخی از افراد دوست دارند در اندام تناسلی خود یا در کمر، پاها، زیر بغل، مقعد یا سینه‌های خود قلقلک داده شوند. برخی از آنها به عنوان بخشی از یک عمل اجتماعی درگیر بازی‌های پرحاشیه هستند.